# Skarlátbegyű virágjáró
A skarlátbegyű virágjáró (Prionochilus thoracicus) a madarak osztályának verébalakúak (Passeriformes) rendjébe és a virágjárófélék (Dicaeidae) családjába tartozó madárfaj.

## Rendszerezése
A fajt Coenraad Jacob Temminck holland arisztokrata és ornitológus írta le 1836-ban, a Pardalotus nembe Pardalotus thoracicus néven.

## Előfordulása
Délkelet-Ázsiában, Brunei, Indonézia, Malajzia és Thaiföld területén honos. Természetes élőhelyei a szubtrópusi és trópusi síkvidéki esőerdők és mocsári erdők, valamint vidéki kertek. Állandó, nem vonuló faj.

## Megjelenése
Testhossza 10 centiméter.

## Életmódja
Rovarokkal és pókokkal, valamint gyümölcsökkel táplálkozik, esetleg nektárt és pollent is fogyaszt.

## Természetvédelmi helyzete
Az elterjedési területe nagyon nagy, egyedszáma viszont nagyon gyorsan csökken, főleg az erdők kivágása miatt. A Természetvédelmi Világszövetség Vörös listáján mérsékelten fenyegetett fajként szerepel.